# Kanō Naizen
Kanō Naizen est un nom japonais traditionnel ; le nom de famille (ou le nom d'école), Kanō, précède donc le prénom (ou le nom d'artiste).
Kanō Naizen (狩野 内膳, 1570-1616) est un peintre japonaise de l'école Kanō, particulièrement connu pour ses peintures de paravents (byōbu) de nanban (barbares du sud, i.e. Européens).
Une de ses œuvres les plus connues, « Festivals de Toyokuni » (豊国の祭り), fait partie de ce genre de peinture, créée en 1605 pour le septième anniversaire de la mort du régent kampaku, Toyotomi Hideyoshi, dont le nom posthume est Toyokuni Daimyōjin (豊国大名人).

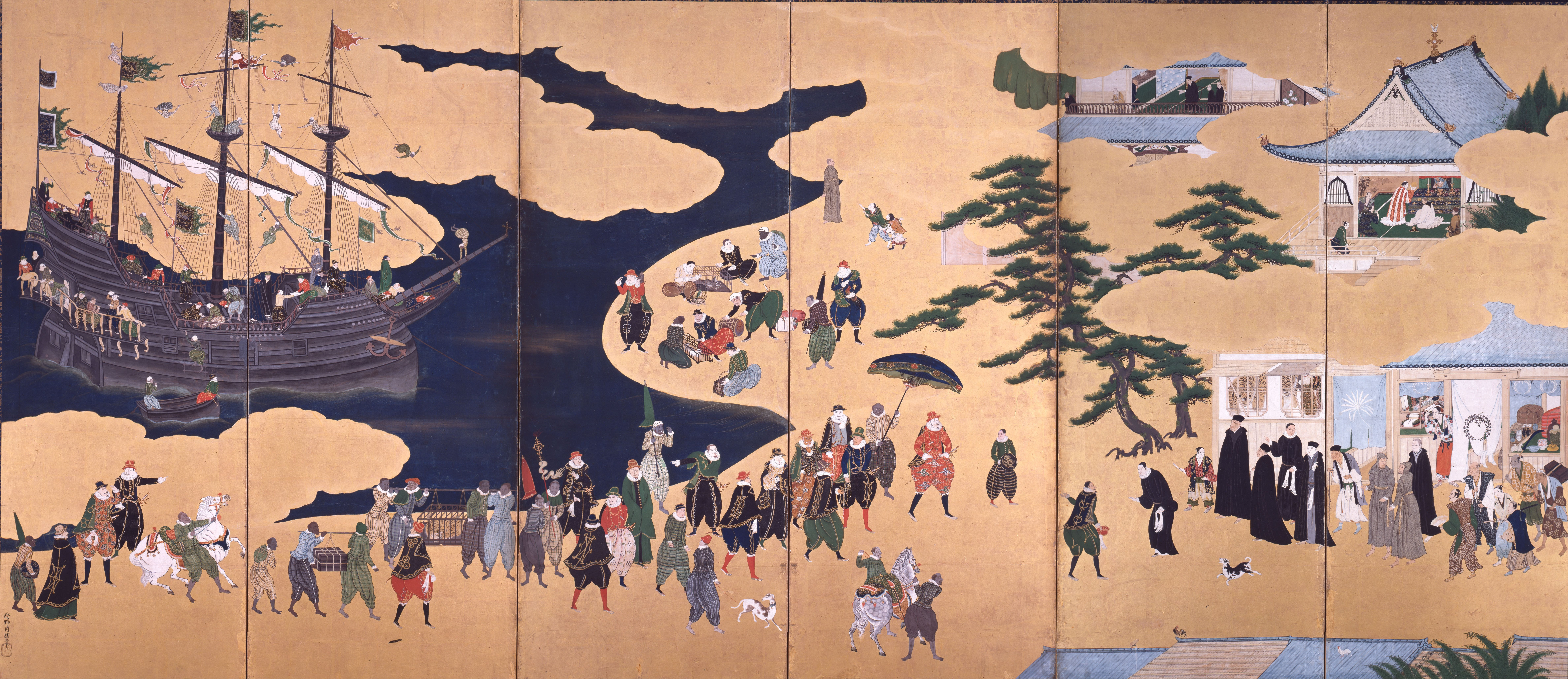
Arrivée de commerçants Portugais accompagnés de leurs esclaves africains, byōbu réalisé vers 1600, par Kanō Naizen.

## Sources
- Nussbaum, Louis Frédéric and Käthe Roth. (2005). Japan Encyclopedia. Cambridge: Harvard University Press.  (ISBN 0-674-01753-6 et 978-0-674-01753-5); OCLC 48943301
- Richard Douglas Lane. (1978). Images from the Floating World, The Japanese Print. Oxford: Oxford University Press.  (ISBN 0192114476 et 9780192114471); OCLC 5246796